# Caroluskring

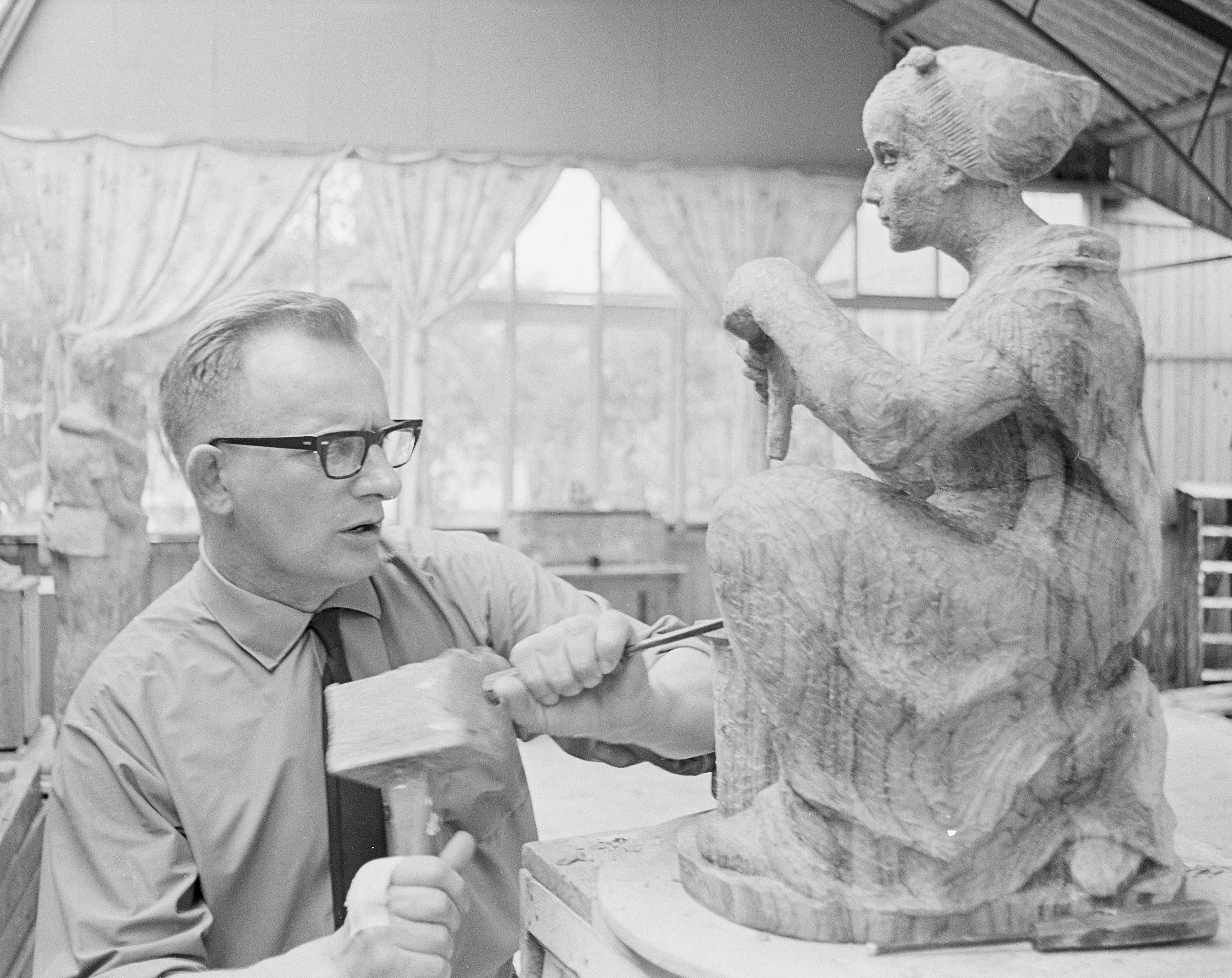
Kringlid Adriaan Bruggeman in zijn atelier op de Linnaeushof (1964)

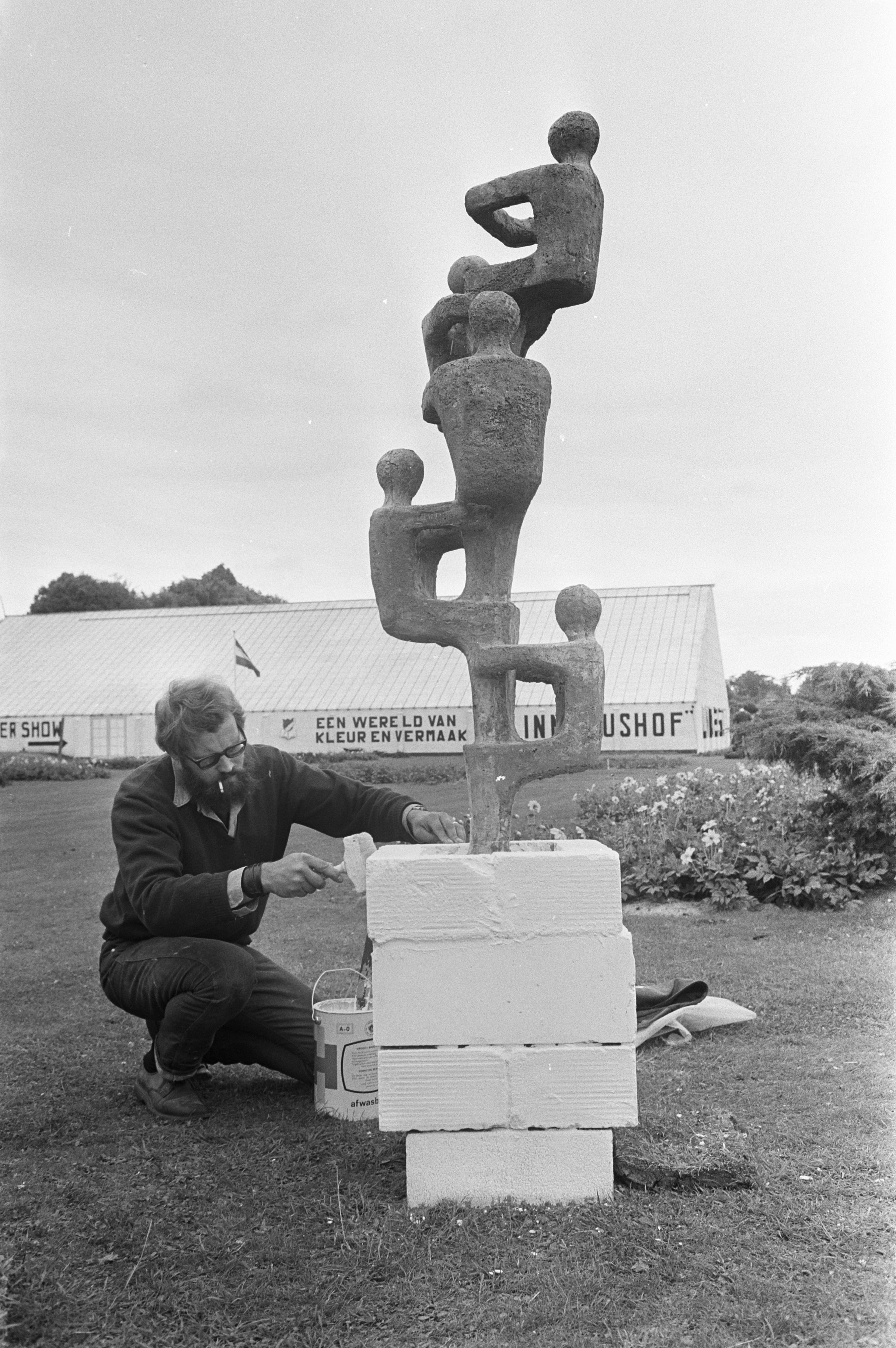
Kringlid Frans van der Veld bij een van zijn werken op de Linnaeushof (1968)

De Caroluskring, ook Carolus Kring, was een Nederlandse vereniging voor Haagse beeldhouwers.

## Geschiedenis
De kring werd in 1963 opgericht op initiatief van Agnes Berck als een vereniging voor beeldhouwers uit Den Haag. Al een aantal weken na de oprichting vond de eerste expositie plaats in de Linnaeushof in Bennebroek. Tot de eerste leden behoorden Adriaan Bruggeman, Marian Gobius, Kees de Kat, Ad en Pim van Moorsel, Erna Postuma en Frans Reuvers. De kring was aanvankelijk naamloos, later werd gekozen voor de voornaam van de naamgever van de Linnaeushof, Carolus Linnaeus. Tijdens een tentoonstelling in Berg en Bos in Apeldoorn (1965) werd een aantal van de ruim twintig geëxposeerde beelden beschadigd en twee beelden van Berck gestolen.
De Caroluskring zocht naar een nieuwe expositievorm in een vrij werkende vereniging. Tot begin jaren 1980 werden door de kring rondreizende verkoopexposities georganiseerd, die konden worden geboekt.

## Leden
- Agnes Berck
- Pieter Biesiot
- Adriaan Bruggeman
- Maart van der Burgh
- S. van Buijs
- Marijke A. Deege
- Dumont
- Marian Gobius
- Tosca van der Haak
- Maja van Hall
- Jan van Ipenburg
- Kees de Kat
- Joop van Kralingen
- Sybille Krosch
- Pieter de Leeuwe
- Wiecher Meursing
- Ad van Moorsel
- Pim van Moorsel
- Erna Postuma
- Marcus Ravenswaaij
- Frans Reuvers
- Nienke Roorda
- Fred Tuinman
- Frans van der Veld
- Fredy E Wubben

## Enkele exposities
- 1963, 1964,1965 beeldententoonstelling in Linnaeushof, Bennebroek
- 1964 internationale visserijtentoonstelling SCH 64 in Scheveningen
- 1965 beeldententoonstelling in Park Berg & Bos, Apeldoorn
- 1968 tentoonstelling van stichting de Ridderkerkse gemeenschap, Ridderkerk
- 1970 Bilderdijkplantsoen, Bussum
- 1971 tentoonstelling van 28 beelden in Oud-Beijerland
- 1975 Keizershof, Scheveningen[4]
- 1976 tentoonstelling van 25 beelden in het Loeffpark in Epe
- 1978 Koornmarktspoort, Kampen
- 1980 Nassauplantsoen, Soest
- 1981 plantsoen voor bejaardentehuis Bachten Dieke in Terneuzen